# 贝尔热尔体育场
贝尔热尔体育场（Stade Bergeyre）曾是一座位於法國巴黎東北部的舊體育場，位於法國首都的第19區。該體育場於1918年8月建成，建設得到雅克·西格朗（Jacques Sigrand）的資助。其容納人數約為15,000人，並以20歲在第一次世界大戰中喪生的年輕法國橄欖球運動員羅伯特·巴爾蓋爾（Robert Bergeyre）命名。巴爾蓋爾體育場主要用於足球比賽，是巴黎奧林匹克（Olympique de Paris）的主場。此外，這裡還舉辦了橄欖球、田徑和各式各樣的其他活動（例如馬戲）。1924年，多場奧林匹克運動會的足球和橄欖球比賽在這裡舉行。然而只過兩年它就被拆除，因為不斷增長的巴黎市需要空間來興建住宅。這個社區保留巴爾蓋爾的名字，今天被稱為布特·巴爾蓋爾（Butte Bergeyre）。
48°52′38″N 2°22′37″E / 48.87722°N 2.37694°E